# Wijnborstsperwer
De wijnborstsperwer (Tachyspiza rhodogaster) is een roofvogel uit de familie van de havikachtigen (Accipitridae).

## Voorkomen en habitats
Het is een endemische soort uit Indonesië die uitsluitend op en nabij het eiland Sulawesi voorkomt. Tot de natuurlijke habitats behoren (sub)tropische vochtige laagland bossen, (sub)tropische mangrovebossen en (sub)tropische vochtige bergbossen.

## Ondersoorten
Er worden twee ondersoorten onderscheiden:
- T. r. rhodogaster: Sulawesi, Buton en Muna.
- T. r. sulaensis: Banggai-eilanden en Soela-eilanden.

## Status
De grootte van de populatie wordt geschat op 1000-10.000 individuen. Op de Rode lijst van de IUCN heeft deze soort de status niet bedreigd.